# 252
252 a fost un an bisect din calendarul iulian.

## Nașteri
- dată necunoscută: Grigore Luminătorul  (d. 329)